# Neocancilla hemmenae
Neocancilla hemmenae is een slakkensoort uit de familie van de Mitridae. De wetenschappelijke naam van de soort is voor het eerst geldig gepubliceerd in 1993 door Salisbury & Heinicke.